# 南居業
南居業（16世紀—1644年），字思誠，號冢嶺，陝西西安府華州渭南縣人，明朝政治人物。

## 生平
南居業自幼聰穎，未學習制舉文章就能寫出像程式文的文章，令他的父親南企仲驚奇；萬曆二十五年（1597年）中舉人，三十二年（1604年）成進士，後任職禮部祠祭司主事，不久在天啟初年告歸。
辭官後南居業以琴書自娛二十多年，到崇禎十六年（1643年）李自成攻破渭南，他拒絕招降，十七年（1644年）正月和族兄南居益絕食而死，有詩文數十卷流傳，書法遒勁有晉人風格。

## 引用
1. 1 2  道光《渭南縣志·卷十五·宦業傳》：南居業，字思誠，穎慧絕人，方就傅未授為制舉，以意試為置几上，父疑為程式文，乃大奇之，中萬厯甲辰進士。天啟初薦授禮部主事，數月告歸，琹書自娛者二十餘年，同輩列九卿，意澹如也。城破，與居益同時遇害，贈太僕寺少卿。著詩文數十卷，皆能效法古人，書亦遒勁，有晉人風 曹志
2. ↑  道光《渭南縣志·卷四·選舉表》：南居業 甲辰進士…… （萬曆）丁酉科（舉人）